# Arbok 48
Arbok 48 (bürgerlich Mario Bruns; * 18. Juni 1987 in Mettingen) ist ein deutscher Rapper. Er ist neben Crystal F und Crack Claus einer der drei Rapper von Ruffiction.

## Leben
Arbok wurde am 18. Juni 1987 in Mettingen geboren. Seine Kindheit und Jugend verbrachte er im westfälischen Dorf Hörstel. Im Jahr 2003 begann er, geprägt vom damaligen Deutsch-Rap, gemeinsam mit seinem besten Freund eigene Musik zu produzieren. Angefangen im eigenen kleinen Studio im Keller, veröffentlichte er, gemeinsam mit seinen damaligen Freunden, bis Ende 2006 unter dem Namen Eighty Action Records, mehrere Download-Alben. Im Jahr 2007 zog Arbok nach Osnabrück und lernte auf einem Konzert in Schüttorf den Künstler „Crystal F“ kennen. Nach einem gemeinsamen Treffen wurde er nur wenige Monate später fester Bestandteil der Gruppe „Ruffiction“. Im Jahr 2012 veröffentlichte er über Ruffiction Productions mit „Modus Operandi“ sein erstes Solo-Album, welches vom Osnabrücker Vertrieb Distri (damals Distributionz) vertrieben wurde.
Von 2014 bis zum Jahr 2022 ging er gemeinsam mit Crystal F und Crack Claus als „Ruffiction“ insgesamt sechs Mal auf Deutschland/Österreich Tour. Sie veröffentlichten in dem Zeitraum ganze 4 Studioalben, die sich alle oben in den deutschen Album-Charts platzieren konnten. Im Jahr 2020 landeten sie mit ihrem Album Hassmaske und dem Platz 2 der deutschen Album-Charts ihren bisher größten Erfolg.

## Diskografie

### Soloveröffentlichungen
- 2012: Modus Operandi (Ruffiction)
- 2025: Der letzte große Sommer (Ruffiction)

### Mit Ruffiction
- 2007: Das wird eine Nacht (Beschlagnahmt) (Free Download)
- 2007: Weltuntergang O.S.T
- 2011: Ruffamilia
- 2014: Ruffnecks
- 2015: Frieden
- 2015: Hool777
- 2018: Ausnahmezustand
- 2018: Panzerfreunde
- 2020: Hassmaske
- 2020: Panzerfreunde 2

### Mit Eighty Action
- 2006: Deutschland hat Eights
- 2005: Rap mit der 8